# Адам Тшибінський
Адам Тшибінський (пол. Adam Trzybiński, 19 лютого 1927, Владиславово — 26 травня 1989, Краків) — польський офіцер міліції та держбезпеки ПНР, Краківський воєводський комендант і начальник воєводського управління внутрішніх справ у 1981—1985 років. Учасник репресій воєнного стану. За посадою очолював ФК «Вісла».

## Початок кар'єри
Народився на півночі Другої Речі Посполитої, в Морському повіті Поморського воєводства. У березні 1946 року, вже при владі комуністичної ПРП, вступив на службу в міліційну комендатуру Ольштина. Прослухав курси у міліційних школах Слупська та Леґьоново. Служив у слідчому відділі комендатури Пасленка. Вступив в урядущу компартію ПОРП.
У серпні 1949 року переведений до ольштинського управління Міністерства громадської безпеки (МГБ), служив референтом технічного відділу. З серпня 1952 року — в центральному апараті МГБ у Варшаві, служив у X та II департаментах (контроль за ситуацією в ПОРП та технічне забезпечення). Після скасування МГБ та створення Комітету громадської безпеки (КГБ) — інспектор відділу перлюстрації у Варшаві, начальник відділу у Вроцлаві. Після об'єднання міліції та держбезпеки у систему МВС ПНР з 1957 року служив у Вроцлавській воєводській комендатурі. Очолював відділи W, B та 2-й — контроль за кореспонденцією, зовнішнє спостереження, контррозвідка.
З лютого 1976 року підполковник Адам Тшибінський — заступник Познанського воєводського коменданта по СБ — Службі безпеки (комендантом був полковник Зашкевич). 24 червня 1976 року Тшибіньському надано звання полковника громадської міліції.

## Краківський комендант

### Призначення до комендатури
Найбільшу популярність Адам Тшибінський набув службою у Кракові. Призначення в комендатуру Краківського міського воєводства отримав 20 лютого 1981 року — заступником коменданта СБ. 16 вересня 1981 року полковник Тшибінський змінив полковника Яблонського на посаді воєводського коменданта.
1981 рік — період жорсткої конфронтації урядущої ПОРП з незалежною профспілкою Солідарність. Краківський профцентр «Солідарності» спирався насамперед на робітників металургійного комбінату імені Леніна (HiL). Функціонери МВС стояли зазвичай на позиціях «партійного бетону», і полковник Тшибінський не був винятком. Воєводський комітет ПОРП Кристина Домброви провадив компромісну лінію, у прямі конфлікти з «Солідарністю» влада намагалася не вступати. Але комендатура та СБ вели щільне стеження за профцентром, «горизонтальним» клубом «Кузня», католицькою архідієцезією. У вересні 1981 року керівництво ПОРП зробило ставку на силове придушення «Солідарності» та встановлення воєнного режиму. Призначення Тшибінського комендантом відбивало цю тенденцію.

### Репресії воєнного стану
2 грудня 1981 року Тшибінський наказав привести в підвищену готовність усі підрозділи міліції, СБ та ЗОМО. Для майбутніх репресивних дій у Кракові виділялися 370 агентів СБ та 185 міліціонерів на 188 одиниць автотранспорту, включно зі 110 особистими автомобілями. Заздалегідь підготовлений типовий сценарій захоплення: групи з чотирьох осіб приходять до дверей, які підлягали вилученню, представляються членами «Солідарності» із терміновим повідомленням, після чого заходять у квартиру та затримують господаря. При відмові впустити давалися повноваження на вибивання дверей, для цього кожна група оснащувалась ломом.
13 грудня 1981 року у Польщі ввели воєнний стан. Почалося репресивне придушення «Солідарності». У Кракові, як і в усій країні, почалися операції Jodła (інтернування активістів) й Azalia (блокування комунікацій). Головний удар наносився по HiL. Загальна кількість інтернованих склала 158 осіб (143 чоловіки, 15 жінок), ще 83 малопольські активісти (із запланованих 147) затримали в інших регіонах. Центр інтернування розташували у Новому Вісничі. Спочатку центр інтернування передбачалася в'язниця в Рущі, але від цього зупинила близькість HiL — комендатура реально побоювалася атаки та звільнення металургами захоплених товаришів.
Особливо стояло питання про затримання лідера краківської та малопольської «Солідарності» Мечислава Гіля. Близько пів на другу ночі 13 грудня комендант Тшибінський направив міністру внутрішніх справ генералу Кіщаку звіт про ситуацію: «Краков заспокоєний. Армія тут». Через три хвилини Тшибінський дізнався, що в будинку, де мешкає Гіль, мешканці блокують коридор і готуються до оборони. Для затримання Гіля направили наряд ЗОМО, посилене міліційними альпіністами та пожежниками. Однак Гіль зумів втекти через балкон своєї квартири, пробратися на HiL і до 16 грудня керувати страйком металургів.
Після придушення страйку силами ЗОМО за армійської підтримки Мечислав Гіль знову зміг сховатися. Тшибінський пред'явив за це серйозні претензії своєму заступнику по СБ полковнику Дзяловському. За затримання Гіля призначили премію у 7 тисяч злотих. Схопити Гіля вдалося лише 13 січня 1982 року.
Полковник Тшибінський особисто контролював контингент краківських інтернованих, їх переміщення та характер утримання. Покращувався режим для тих, хто згодом був визначений як таємний інформатор СБ. Тшибінський у своїх рапортах на ім'я Кіщака характеризував цих людей як «інтелігентів, які потребують пом'якшення умов утримання за станом здоров'я та довкілля».
13 жовтня 1982 року відбулися зіткнення в Нова-Гуті. Робітники HiL вийшли на демонстрацію протесту. Ситуація була особливо напруженою: декількома днями раніше сейм ухвалив закон про профспілки, який офіційно заборонив «Солідарність». Демонстрантів атакували бійці ЗОМО й агенти держбезпеки. Було застосовано вогнепальну зброю, вбито двадцятирічного робітника HiL Богдана Влосика. Вуличні сутички відбувалися кілька днів, похорон Влосика вилився у двадцятитисячну антикомуністичну демонстрацію. Ці події різко підірвали позиції Кристина Домброви, на посаді першого секретаря його змінив Юзеф Гайович. Однак полковник Тшибінський залишився на посаді — дії комендатури розглядалися як адекватні ситуації. Перебував в головному органі регіональної влади — Воєводському комітеті оборони, де займав другу за значимістю силову позицію після військового комісара генерала Сулими.

### Управління та відставка
У 1983 під час «кіщаківської реформи МВС» міліційні комендатури перетворили на регіональні Управління МВС. Відповідно змінилося найменування посади Тшибінського, проте функції залишалися колишніми. СБ та міліція намагалися придушити підпільні структури «Солідарності» й інші опозиційні групи. Посилений режим служби припав на червень 1983 року, незадовго до скасування воєнного стану — Краків відвідав тоді Папа Римський Іван Павло II.
16 квітня 1985 року начальником Краківського управління внутрішніх справ призначили генерала Грубу. Полковника Тшибінського переведено в розпорядження кадрового департаменту МВС. У 1987 році Тшибінський вийшов на пенсію. Помер у віці 62 років, вже після Круглого столу, незадовго до виборів 1989 року, на яких перемогу здобула «Солідарність».

## Президент футбольного клубу
З 1967 до 1990 рік краківський футбольний клуб ФК «Вісла» перебував у підпорядкуванні МВС. Президентами клубу за посадою були високопосадовці міліційної комендатури. З 1981 року на чолі ФК стояв Адам Тшибінський. За подальшими відгуками, він абсолютно не знав футболу, плутав гравців і тренерів, не представляв системи тренувань, не дуже цікавився матчами. Сам він не був особливо спортивним (траплялося, за ним доводилося носити валізи через травму, отриману при спробі тренуватися). Цим Тшибінський відрізнявся від попередника і наступника — Яблунський та Груба були компетентні у футбольних справах.